# 喬治·紐博爾德·勞倫斯

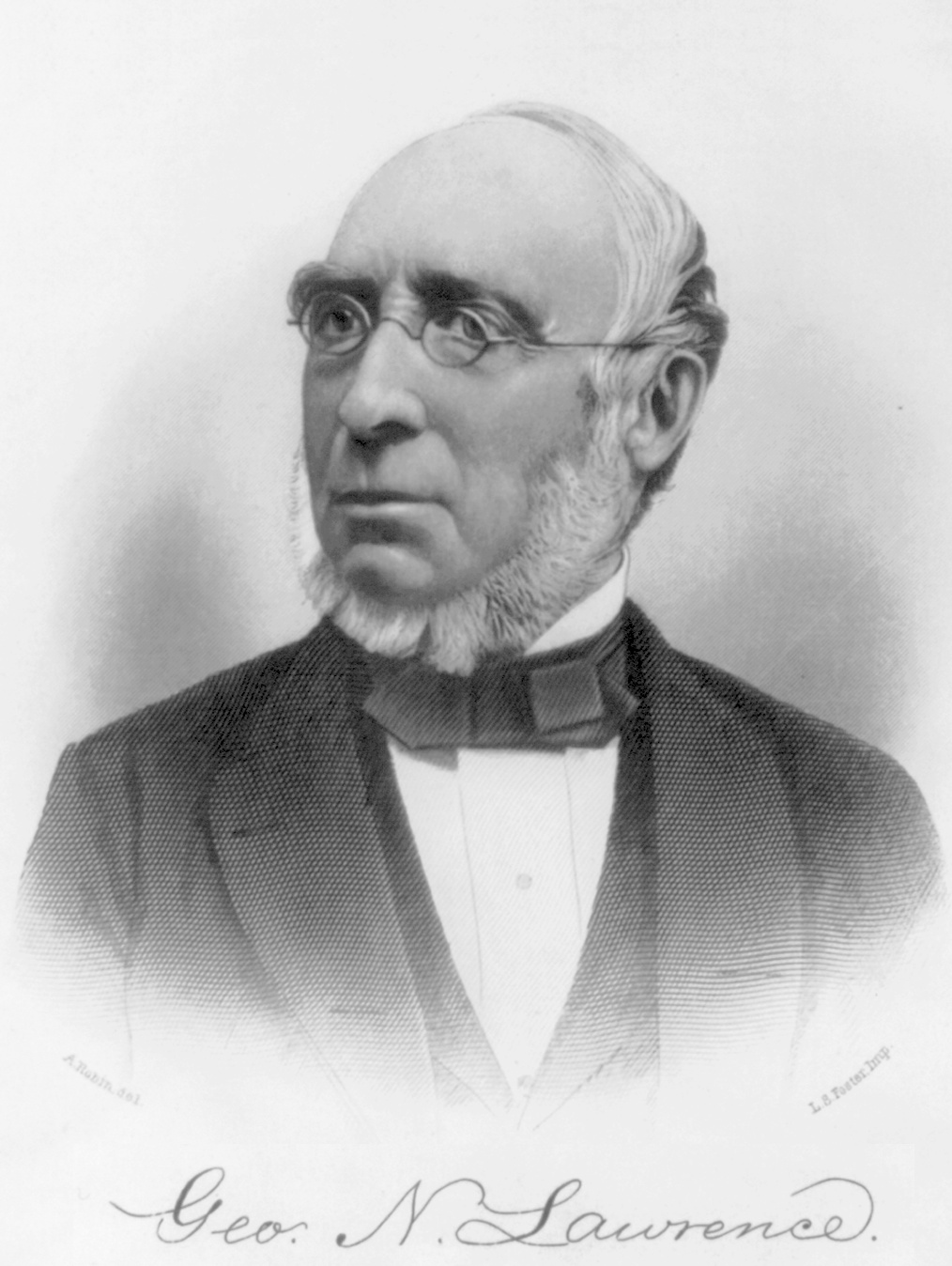
喬治·紐博爾德·勞倫斯

喬治·紐博爾德·勞倫斯（George Newbold Lawrence，1806年10月20日 – 1895年11月17日）是一位美國商人和業餘鳥類學家。 他曾為斯賓塞·富勒頓·貝爾德及約翰·卡辛進行太平鳥類調查，他們三人在1860年出版了《北美洲鳥類》（Birds of North America）一書。
1887年，喬治·紐博爾德·勞倫斯將其八千件禽皮收藏賣給了美國自然歷史博物館，以他名字命名的有一屬及二十種鳥類，其中加州金翅雀的英語常用名（Lawrence's goldfinch）和學名（Spinus lawrencei）都是以他的名字來命名的。

## 外部連結
- "Lawrence and his friends: the dual nature of ornithologists," from the American Museum of Natural History